# Hippocampus alatus
Espèce
Statut de conservation UICN

 DD  : Données insuffisantes
Statut CITES
Hippocampus alatus, communément nommé Hippocampe ailé, est une espèce de poissons osseux de petite taille appartenant à la famille des Syngnathidae, natif du centre du Bassin Indo-Pacifique.

## Description
L'Hippocampe ailé est un poisson de petite taille qui peut atteindre une longueur maximale de 18 cm. Toutefois la taille moyenne généralement observée est de l'ordre de 12 cm.
Le corps est mince et allongé. La partie supérieure du tronc ainsi que la queue sont dotées d'épines sur leurs bords externes dont la taille se réduit avec l'âge. Au niveau de la nuque, il y a une paire d'épines orientées vers l'extérieur et recouvertes de filaments dermiques qui lui ont valu son nom scientifique et commun.
La tête est relativement grosse, le museau est long et large. Comme nombre d'hippocampes, la tête est munie d'un certain nombre d'épines caractéristiques. Ainsi, le dessus de la tête possède une couronne constituée de cinq à sept épines émoussées bien visibles, une paire d'épines est également située au-dessus des yeux mais de taille plus réduite. Cette espèce n'a pas d'épine nasale mais une épine sur la base des joues.
La livrée est à dominante blanche légèrement rosâtre avec une multitude de petits points sombres. Des filaments dermiques de teinte rougeâtre sont présents et plus ou moins développés sur la nuque, le milieu du tronc, la partie antérieure de la queue et sur la tête.

## Répartition et habitat
L'Hippocampe ailé est présent dans les eaux tropicales du centre du bassin Indo-Pacifique soit de l'Indonésie orientale aux Philippines ainsi que sur les côtes nord de l'Australie,.
Cet hippocampe affectionne les chenaux à fort courant sur des fonds meubles avec des débris coralliens et divers parmi lesquels il peut s'abriter et s'accrocher avec sa queue pour capter sa nourriture et ce de 10 à 80 m de profondeur.

## Biologie
L'Hippocampe ailé a un régime alimentaire carnivore et est supposé se nourrir de petits crustacés ainsi que d'autres organismes planctoniques  .
Il est ovovivipare et c'est le mâle qui couve les œufs dans sa poche incubatrice ventrale. Cette dernière comporte des villosités riches en capillaires qui entourent chaque œuf fécondé créant une sorte de placenta alimentant les embryons. Parvenus à terme, les petits seront expulsés de la poche et évolueront de manière totalement autonome.

## Statut de conservation
Cette espèce est relativement rare et peu de données relatives à la population existent. L'hippocampe ailé est capturé de manière accidentelle et considéré comme rebut lors de chalutage pour la pêche à la crevette. Aucune information n'est connue quant au commerce international de l'espèce pour les marchés de l’aquariophilie ou de la médecine chinoise traditionnelle. Du fait de ce manque d'information ainsi que de la rareté de l'espèce, cette dernière est considérée comme "Data Deficient" sur la liste rouge de l'IUCN.
Au niveau international, elle est également inscrite à l'Appendix II de la Convention sur le commerce international des espèces de faune et de flore sauvages menacées d'extinction (CITIES)cela signifie qu'elle est sur la liste des espèces qui ne sont pas nécessairement menacées d'extinction mais dont le commerce des spécimens doit être règlementé pour éviter une exploitation incompatible avec leur survie. 
En Australie, cet hippocampe est également inscrit sur la liste des espèces marines du "Environment Protection and Biodiversity Conservation" (EPBC) qui énonce les normes relatives à la protection et à la commercialisation au niveau national ainsi qu'international de certaines espèces.